# Berufsverband Deutscher Neurologen
Der Berufsverband Deutscher Neurologen (BDN) ist ein 1998 gegründeter Berufsverband, der die Interessen der Neurologen in Deutschland vertritt.
Der Verein arbeitet mit der Deutschen Gesellschaft für Neurologie, dem Berufsverband Deutscher Nervenärzte und dem Berufsverband Deutscher Psychiater zusammen. Gemeinsames Organ derselben ist NeuroTransmitter (ISSN 1436-123X). Als wissenschaftliche Fachzeitschrift gibt die DGN mit mehreren anderen wissenschaftlichen Fachgesellschaften Aktuelle Neurologie heraus (ISSN 0302-4350).